# Mikulovice (district de Znojmo)
Pour les articles homonymes, voir Mikulovice.
Mikulovice (en allemand : Niklowitz) est une commune du district de Znojmo, dans la région de Moravie-du-Sud, en République tchèque. Sa population s'élevait à 660 habitants en 2020.

## Géographie
Mikulovice se trouve à 12 km au nord-nord-est de Znojmo, à 46 km au sud-ouest de Brno et à 173 km au sud-est de Prague.
La commune est limitée par Běhařovice et Křepice au nord, par Višňové et Horní Dunajovice à l'est, par Výrovice et Němčičky au sud, et par Rudlice et Vevčice à l'ouest.

## Histoire
La première mention écrite de la localité date de 1314.

## Personnalité
- Růžena Svobodová (1868-1920), écrivaine née à Mikulovice